# 8612 Burov
8612 Burov este un asteroid din centura principală de asteroizi.

## Descriere
8612 Burov este un asteroid din centura principală de asteroizi. A fost descoperit pe 26 septembrie 1978 la Observatorul de Astrofizică din Crimeea de Liudmila Juravliova. El prezintă o orbită caracterizată de o semiaxă mare de 2,36 ua, o excentricitate de 0,20 și o înclinație de 4,7° în raport cu ecliptica.